# Françoise Thom
Françoise Thom (Estrasburgo, 1951) es una historiadora y sovietóloga francesa, profesora honoraria de historia contemporánea en la Universidad de París Sorbona. Especialista en Rusia postcomunista, es autora de obras de análisis político sobre el país y sus dirigentes. 

## Biografía
Hija de René Thom, matemático y Medalla Fields, conocido por su teoría de las catástrofes, y de Suzanne Helmlinger, Françoise Thom es agregado de ruso. Vivió tres años en la Unión Soviética y luego es profesora de ruso en la enseñanza secundaria en Ferney-Voltaire y en Calais. Es investigadora adjunta al Instituto Francés de polemología. En 1983, apoyó una tesis titulada La Langue de bois soviética: descripción, papel y funcionamiento, dirigida por Alain Besançon en la École des hautes études en sciences sociales, y luego es nombrada profesora de historia contemporánea en la universidad París Sorbona. En 2011 presentó una memoria de habilitación universitaria titulada De la URSS a Rusia (1929-2011). Política interior, política exterior, las imbricaciones, de las que Olivier Forcade es garante, en la universidad París-Sorbonne.

## Actividades de investigación y editoriales
Publicó su tesis en una obra titulada La Langue de bois, en 1987. También publicó La escuela de los bárbaros, con Isabelle Stal, en 1985, El momento Gorbachev (1989) o Los fines del comunismo (1994). En 1998 es coautora, con Jean Foyer, Jacques Julliard y Jean-Pierre Thiollet, del libro El Pensamiento Único — El verdadero proceso. Recogió, tradujo, prefacto y anotó las memorias y los análisis de Sergo Beria, hijo de Lavrenti Beria, publicado en 1999 bajo el título Beria, mi padre: en el corazón del poder estalinista. En 2013 publicó por fin una biografía de Beria, con el título Beria. el Janus del Kremlin. En 2018, publicó Comprender el putinismo, en el que recuerda la antigua pertenencia de Putin al KGB y estudia la «propaganda del poder ruso».
En abril de 2005 se casó con el historiador Guiorgui Mamoulia.

## Publicaciones

### Como autora
- La Escuela de los bárbaros, con Isabelle Stal, Julliard, 1985
- La lengua de madera, Julliard, 1987
- Los fines del comunismo, Criterion, 1994
- El Momento Gorbachov, Hachette, 1989
- «Les Occidentaux devant la fin de l’Union soviétique». Commentaire (118): 373-382. 2007/2. Consultado el 29 de octubre de 2019.
- Beria: El janus del Kremlin, Cerf, 2013 p. 924 (ISBN 978-2204101585).
- Geopolítica de Rusia, con Jean-Sylvestre Mongrenier, Puf, coll. “¿Qué es lo que tengo? », 2016
- «Le parti russe en France». Commentaire: 432-436. 2016/2. Consultado el 29 de octubre de 2019.
- Comprendre le poutinisme (en francés). Paris/Perpignan: Desclée De Brouwer. 2018. p. 240. ISBN 978-2-220-09426-7.
- la Marcha atrás. Miradas sobre la historia soviética y rusa, París, “Mundos contemporáneos”, Sorbona Universidad Presses, 2021, p. 724 ISBN 979-10-231-0686-2.

### Como editora científica
- Sergo Beria, Beria, mi padre: en el corazón del poder estalinista, Plon/Criterion, 1999, p. 448, ISBN 9782259190169